# Bror Markman
Bror Georg Markman, född 13 februari 1880 i Malmö, död 3 maj 1937 i Stockholm, var en svensk ingenjör.
Markman, som var son till lektor Adolf Markman och Charlotta Wetterlind, avlade avgångsexamen från Kungliga Tekniska högskolans fackskola för mekanik (avdelning maskinbyggnadskonst) 1902 och från fackskolan för bergsvetenskap (avdelning bergsmekanik) 1904. Han var chef för ritkontoret samt projekt- och reklamavdelningen vid Morgårdshammars Mekaniska Verkstads AB 1905–1918, redaktör för Teknisk Tidskrifts avdelning för bergsvetenskap från 1919 och professor i allmän bergsmekanik och gruvmekanik vid Kungliga Tekniska högskolan från 1918. Han skrev artiklar i "Bihang till Jernkontorets annaler", "Jernkontorets annaler", Teknisk Tidskrift och "Uppfinningarnas bok".